# Udea metasema
Udea metasema là một loài bướm đêm thuộc họ Crambidae. Nó là loài đặc hữu của Maui và Hawaii.
Ấu trùng ăn Phyllostegia glabra.